# Mesochorus vetulus
Mesochorus vetulus är en stekelart som beskrevs av Dasch 1974. Mesochorus vetulus ingår i släktet Mesochorus och familjen brokparasitsteklar. Inga underarter finns listade i Catalogue of Life.